# إيدو

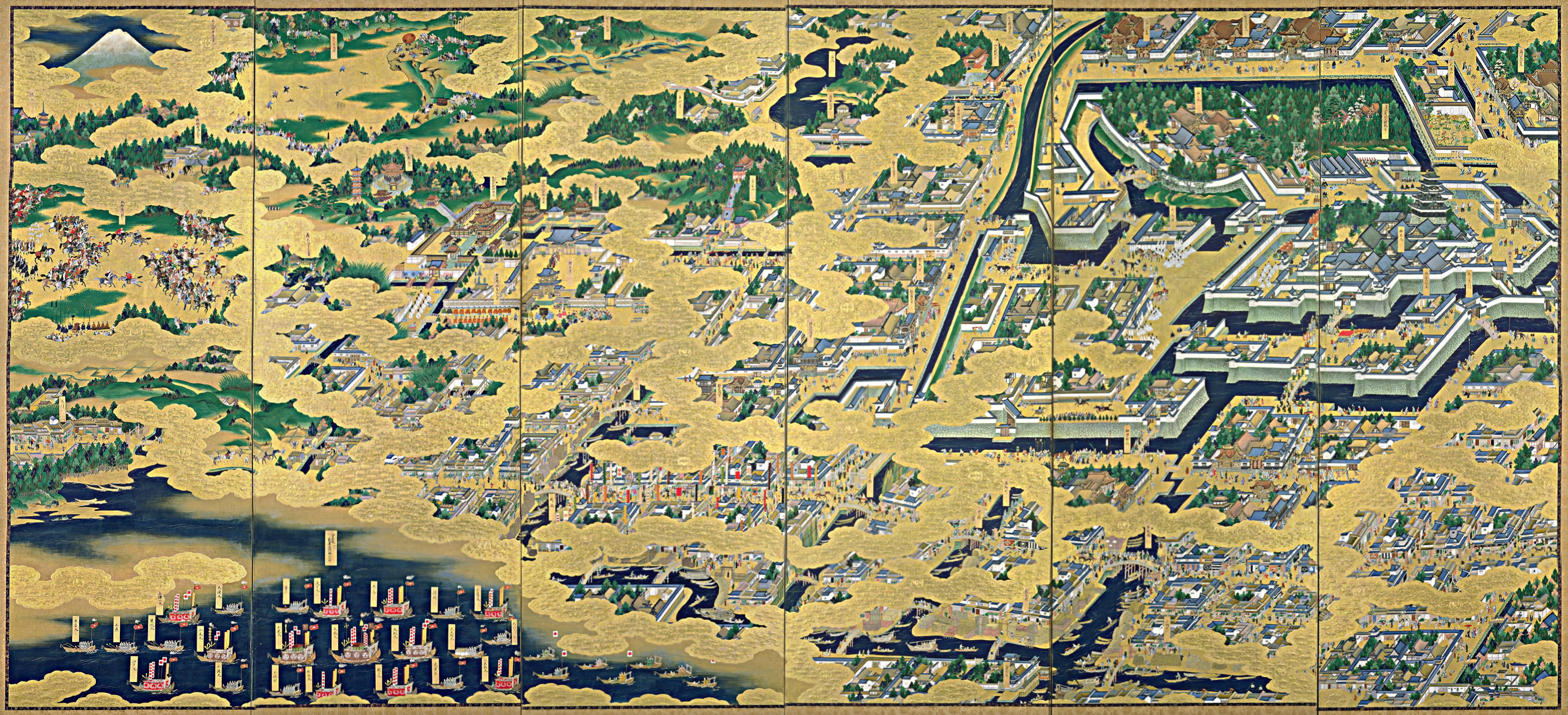
إيدو (باب الخليج، اسم طوكيو قديمًا)

إيدو (باليابانية: 江戸) وتعني حرفيًا «باب الخليج» هو الاسم القديم لمدينة طوكيو في اليابان، وإليها نسبت الفترة المعروفة بـ«فترة إيدو» من التاريخ الياباني والتي صاحبت حكم أسرة «توكوغاوا» للبلاد.

## تاريخ
منذ تأسيس مكاتب الشوغون في إيدو أصبحت كيوتو العاصمة السابقة لليابان، حيث تحولت العاصمة بحكم الحال إلى إيدو لأنها أصبحت مركز السلطة السياسية الحقيقية. ومنذ ذلك الوقت نمت إيدو بشكل متسارع من قرية صيد صغيرة في عام 1457 إلى عاصمة متحضرة يقطنها أكثر من مليون نسمة عام 1712 وكانت أكبر مدينة في العالم في ذلك الوقت.
تعرضت إيدو للعديد من الحرائق المدمرة منها حريق ميريكي الكبير عام 1657 الذي راح ضحيته أكثر من 100 ألف شخص.
في عام 1868 عندما آلت شوغونية توكوغاوا إلى نهايتها مع بدء إصلاح ميجي، تمت إعادة تسمية إيدو إلى طوكيو والتي تعني «العاصمة الشرقية» وانتقل الإمبراطور إليها من إقامته السابقة في كيوتو.

## جغرافيا
عرفت المدينة بإحاطتها لقلعة إيدو، حيث تعرف المنطقة المحيطة بالقلعة مباشرة باسم يامانوته والتي كانت تضم بشكل رئيسي بيوت الإقطاعيين (دايميو)، كما كانت تضم كثافة كبيرة من محاربي الساموراي.
وبالابتعاد قليلا عن مركز المدينة نجد مايسمى شيتاماتشي 下町(المدينة السفلى) والتي كان يسكنها الصناع والحرفيين يعرفون باسم تشونين (町人) إلى الشمال الغربي من القلعة في مناطق مثل أساكوسا وأوينو.
يجري نهر سوميدا على طول لالحافة الشرقية للمدينة والتي كان على طوله يتوضع مخازن أرز الشوغون والمكاتب الرسمية له بالإضافة إلى أشهر مطاعم المدينة.
يتوسط المدينة ما عرف في السابق باسم «جسر إدو» (江戸橋، إيدو-باشي)(نيهونباشي حالياً) والذي كان يعتبر المركز التجاري للمدينة حيث يتجمع الصيادين والحرفيين والتجار لعرض بضائعهم وتبادلها عبر البحر أو البر، وبقيت تلك المنطقة هي المنطقة المالية لطوكيو حتى اليوم.
حميت الزاوية الشمالية الشرقية من المدينة التي اعتبرت على أنها جهة خطرة بحسب تعاليم الأونميودو ببناء عدد من المعابد لحماية المدينة من الأرواح.

## أعلام
- هيروشيغه
- كيتاغاوا أتامارو
- هاياشي رازان
- سيكي تاكاكازو
- هانزو هاتوري

## اقرأ أيضا
- طوكيو
- فترة إيدو
- أراي هاكوسيكي